# Testa Grigia (Aosta)
Testa Grigia – szczyt w Alpach Pennińskich, części Alp Zachodnich. Leży w północnych Włoszech w regionie Dolina Aosty, blisko granicy ze Szwajcarią. Należy do masywu Breithorn - Lyskamm. 